# Kopřivnice zastávka
Kopřivnice zastávka je železniční zastávka v Kopřivnici, městě v Moravskoslezském kraji na severovýchodě České republiky. Od přeložky tratě Kopřivnice - Příbor (vybudování nákladového nádraží Kopřivnice a zánik stanice Drnholec / Lubina) v roce 1979 je tudy vedena jednokolejná železniční trať Studénka–Veřovice, ale zastávka funguje až od roku 1996.[zdroj?] Kromě této zastávky je na území města ještě železniční stanice.[ve zdroji nenalezeno] Východně od zastávky se nachází průmyslový areál Tatry, západně místní autobusové nádraží, obchodní dům Tesco a vila Machů.